# نو¹ سگ بزرگ
نو¹ سگ بزرگ یک ستاره است که در صورت فلکی سگ بزرگ قرار دارد.